# Kai Kang
Kai Kang (7 de agosto de 1977) es un deportista chino que compitió en judo. Ganó una medalla de bronce en el Campeonato Asiático de Judo de 1997 en la categoría de –65 kg.

## Palmarés internacional
| Campeonato Asiático | Campeonato Asiático | Campeonato Asiático | Campeonato Asiático |
| Año                 | Lugar               | Medalla             | Categoría           |
| ------------------- | ------------------- | ------------------- | ------------------- |
| 1997                | Manila (Filipinas)  | Medalla de bronce   | –65 kg              |